# 242P/Spahr
242P/Spahr – kometa krótkookresowa, należąca do rodziny Jowisza.

## Odkrycie
Kometa została odkryta 27 października 1998. Jej odkrywcą był Timothy Spahr.

## Orbita komety i właściwości fizyczne
Orbita komety 242P/Spahr ma kształt elipsy o mimośrodzie 0,31. Jej peryhelium znajduje się w odległości 3,87 j.a., aphelium zaś 7,42 j.a. od Słońca. Jej okres obiegu wokół Słońca wynosi 13,41 roku, nachylenie do ekliptyki to wartość 32,13˚.
Jądro tej komety ma rozmiary maks. kilku km.